# 대전시 동구
대전시 동구는 대한민국의 옛 국회의원 선거구이다. 당시 충청남도 대전시 동구와 중구 지역을 관할했다.

## 역사
제11대 국회의원 선거를 앞두고 대전시 동구·중구 선거구에서 분리되면서 신설되었다.
제13대 국회의원 선거를 앞두고 소선거구제가 실시됨에 따라 대전시 동구 선거구가 갑, 을로 분구되면서 폐지되었다.

## 역대 국회의원
| 선거   | 정당 | 정당       | 1위 의원 | 정당 | 정당       | 2위 의원 |
| ------ | ---- | ---------- | -------- | ---- | ---------- | -------- |
| 1981년 |      | 민주정의당 | 남재두   |      | 민주한국당 | 박완규   |
| 1985년 |      | 신한민주당 | 송천영   |      | 민주정의당 | 남재두   |

## 역대 선거 결과

### 대한민국 제11대 국회의원 선거
|  | 36.55% |

|  | 24.14% |

|  | 16.31% |

|  | 12.43% |

|  | 6.88% |

|  | 3.67% |

### 대한민국 제12대 국회의원 선거
|  | 35.89% |

|  | 33.52% |

|  | 16.83% |

|  | 13.75% |